# Playcenter
Koordinaten: 23° 31′ 4″ S, 46° 39′ 50″ W
Playcenter São Paulo war ein brasilianischer Freizeitpark in São Paulo, der am 27. Juli 1973 eröffnet wurde. Bis zu seiner Schließung am 29. Juli 2012 wurde er von der Grupo Playcenter betrieben.

## Liste der Achterbahnen
| Name           | Typ                                 | Hersteller       | Eröffnungsjahr   | Schließungsjahr | Bemerkungen | Weblinks |
| -------------- | ----------------------------------- | ---------------- | ---------------- | --------------- | --- | -------- |
| Alpen Blitz    | Powered Coaster                     | Schwarzkopf GmbH | 1989             | 1996            | |          |
| Boomerang      | Shuttle Coaster                     | Vekoma           | 1997             | 2012            | Fährt seit 2012 als Búmeran in Parque Diversiones, Costa Rica. |          |
| Colossus       | Stahlachterbahn mit Inversionen     | Schwarzkopf GmbH | 1981 oder früher | 1986            | Früherer Name der Bahn war Looping Star. Siehe auch den Hauptartikel. |          |
| Dragon         | Powered Coaster, Familienachterbahn | Zamperla         | 2003             | 2009            | Ursprünglich 1991 als Dragon in HotZone, Brasilien, eröffnet und fuhr dort bis 2003. Seit 2009 fährt sie in Playland Osasco (ebenfalls Brasilien) als Dragon ihre Runden. |          |
| Happy Mountain | Big Apple, Familienachterbahn       | Três Eixos       | 2005             | 2011            | |          |
| Looping Star   | Stahlachterbahn mit Inversionen     | Schwarzkopf GmbH | unbekannt        | 2012            | Ursprünglich 1980 als Lisebergs Loopen in Liseberg eröffnet und fuhr dort bis 1995, bevor sie nach Playcenter São Paulo kam. Von 2016 bis 2018 befand sie sich als Looping Star in Ita Park und von 2020 bis 2022, ebenfalls als Looping Star in Tivoli Park (beide jeweils in Brasilien). |          |
| Super Jet      | Zyklon                              | Pinfari          | 1973             | 1996            | Nach der Schließung im Playcenter São Paulo wurde die Bahn zunächst auf brasilianischen Volksfesten betrieben, bevor sie 2012 als Super Jet in Parque Mutirama eröffnet wurde. |          |
| Tornado        | Stahlachterbahn ohne Inversionen    | Schwarzkopf GmbH | 1982             | 2001            | Nach der Schließung befand die Bahn sich noch bis 2003 im Park. Sie wurde an Beto Carrero World verkauft, die die Bahn auf einem Hinterhof aufbaute, aber nie betrieb. Seit spätestens 2011 ist die Bahn nicht mehr vorhanden.                                                             |          |
| Windstorm      | Stahlachterbahn ohne Inversionen    | S&MC             | 2005             | 2012            | Ursprünglich 1995 als Hurricane in Playland Park, USA, eröffnet und fuhr dort bis 2003. Seit 2012 fährt sie als Alpen Blizzard in Alpen Park, Brasilien, ihre Runden. |          |